# تقويم بابلي
التقويم البابلي هو تقويم شمسي قمري تتألف السنة من 12 شهر قمري، يبدأ كل شهر مع البزوغ الأول للهلال، عند رؤيته على علو منخفض من الأفق في جهة وقت غروب الشمس. تتم إضافة شهر كبيس عند الحاجة بموجب إيعاز. تم ابتكار التقويم في عصر سلالة أور الثالثة السومرية في عصر ملكها شولغي وسمي بتقويم أوما أيضاً.

## الأشهر
تبدأ السنة في الربيع، في شهر نيسان (أبريل)، وتُقسم إلى ثلاثة أقسام، وفق التسمية باللغة الآرامية رش شاتي (رأس السنة أو بداية السنة)، وميشل شاتي (منتصف السنة)، وقيت شاتي(نهاية السنة). كلمة «آراخو» للتدليل على شهر، وارتبط اسم كبير الآلهة الأشورية بالشهر الكبيس الزائد، ما يظهر أن التقويم قد ظهر في العهد البابلي، وليس في خلفه الآشوري.
بعد الأسر البابلي لليهود، تبنى اليهود عدة أسماء من الشهور البابلية في تقويمهم العبري، وفعل السريان نفس الشيء حيث أخذوا من الأسماء البابلية وأضافوها في التقويم سرياني.
في العراق وبلاد الشام تم استخدام أسماء الشهور هذه، لتسمية الشهور في التقويم الغريغوري الشمسي، من أجل استبدال مقابلاتها المُعرّبة عن الأشهر الرومانية.
أسماء الأشهر في التركية تم استلهامها من التقويم العثماني المسمى بالتقويم الرومي، والذي بدوره كان اشتُّق من التقويم اليولياني الشمسي. على الرغم من موافقتها لغالبية أسماء الأشهر البابلية، لكن هذه الشهور لا تتكافئ مع التقويم العبري أو التقويم البابلي الشمسيين القمريين.
| الموسم     |    | اسم الشهر                                         | الإله الراعي | رمز البرج                                  | الاسم في الهلال الخصيب                     | الاسم العبري                               | الاسم الغريغوري |
| ---------- | -- | ------------------------------------------------- | ------------ | ------------------------------------------ | ------------------------------------------ | ------------------------------------------ | --------------- |
| رش شاتي    | 1  | آراخ نيسانو 'شهر الملجأ'                          | أنو وبعل     | كو (برج الحمل)                             | نيسان                                      | نيسان                                      | مارس/أبريل      |
| رش شاتي    | 2  | آرخ آرو 'شهر الثور'                               | إنكي         | (برج الثور)                                | أيار                                       | أيار                                       | أبريل/مايو      |
| رش شاتي    | 3  | آرخ سيمانو                                        | سين          | BI(KAŠ) (برج الجوزاء)                      | حزيران                                     | سيفان                                      | مايو/يونيو      |
| رش شاتي    | 4  | آرخ دوموزو 'شهر دوموزيد الراعي'                   | الإله تموز   | (برج السرطان)                              | تموز                                       | تموز                                       | يونيو/يوليو     |
| ميشيل شاتي | 5  | آرخ آبو                                           | أبو وجلجامش  | آرو (برج الأسد)                            | آب                                         | آب                                         | يوليو/أغسطس     |
| ميشيل شاتي | 6  | آرخ آولولو                                        | عشتار        | (برج العذراء)                              | أيلول                                      | أيلول                                      | أغسطس/سبتمبر    |
| ميشيل شاتي | 7  | آرخ تشريتوم 'شهر البداية' (النصف الثاني من السنة) | شمش          | (برج الميزان)                              | تشرين الأول                                | تشري                                       | سبتمبر/أكتوبر   |
| ميشيل شاتي | 8  | آرخ سمنا 'شهر وضع المؤسسات'                       | مردوخ        | (برج العقرب)                               | تشرين الثاني                               | تشيشفان                                    | أكتوبر/نوفمبر   |
| كيت شاتي   | 9  | آرخ كسليمو                                        | نيرغال       | (برج القوس)                                | كانون الأول                                | كسلو                                       | نوفمبر/ديسمبر   |
| كيت شاتي   | 10 | آرخ تيبيتوم 'شهر قدوم الماء'                      | باب سوكال    | صاش 'ibex' (برج الجدي?)                    | كانون الثاني                               | تيفو                                       | ديسمبر/يناير    |
| كيت شاتي   | 11 | آرخ شباطو                                         |              | قا (برج الدلو?)                            | شباط                                       | شباط                                       | يناير/فبراير    |
| كيت شاتي   | 12 | آرخ أدارو ~ آرخ آدار 'شهر آدار'                   | إيرا         | (برج الحوت)                                | آذار                                       | آذار                                       | فبراير/مارس     |
| شهر ملحق   | 13 | آرخ ماكاروشا أدار ~ آرخ في آدار                   | آشور         | في السنة ال17 أو ال19 كان يسمى آرخ آولولو. | في السنة ال17 أو ال19 كان يسمى آرخ آولولو. | في السنة ال17 أو ال19 كان يسمى آرخ آولولو. |                 |

حتى القرن الخامس قبل الميلاد، كان التقويم مبني على الملاحظة بالكامل، ولكن بدءًا من حوالي عام 499 قبل الميلاد، بدأ تنظيم الأشهر بدورة التقويم الشمسي القمري حيث يعتمد على دورتي الشمس والقمر، ومدته 19 عامًا (أي 235 شهرًا). على الرغم من أن الدورة يُطلق عليها عادةً اسم الدورة الميتونية نسبةً لميتون الأثيزي (عالم يوناني أطلق الدورة عام 432 قبل الميلاد)، إلا أنه من المحتمل أن يكون قد تعلم الدورة هذه من البابليين. بحلول عام 380 قبل الميلاد، تم تنظيم شهور التقويم بواسطة الدورات بدون استثناءات. في دورة الـ19 عامًا، تم إقحام شهر أرخ أدورو 2، وكان يسمى أرخ أولولو 2 في العام الـ17 من الدورة، ظل اليوم الأول من كل شهر (والذي يبدأ عند غروب الشمس) هو اليوم الذي شوهد فيه أول هلال جديد، حيث لم يستخدم التقويم عددًا محددًا من الأيام في أي شهر مطلقًا.[بحاجة لمصدر]

## الأيام
بالعد من كل قمر جديد، كان يحتفل البابليون كل يوم سابع باليوم «المقدس»، يُطلق عليه أيضًا «يوم الشر» (بمعنى أنه غير مناسب للأنشطة المحظورة). في هذه الأيام، مُنع المسؤولون من ممارسة أنشطة مختلفة، كما مُنع عامة الرجال من الرغبات، وكان اليوم الثامن والعشرون من الشهر يُعرف باسم «يوم الراحة». وفي كلا اليومين قُدمت القرابين لإله وآلهة مختلفين؛ غالبًا عند حلول الظلام لتجنب المحظورات، وكانت تقدم القرابين كالتالي: مردوخ وعشتار في اليوم السابع، نينليل ونرغال في اليوم الرابع عشر، سين وأوتو في اليوم الحادي والعشرين، وإنكي وماه في اليوم الثامن والعشرين. تشير ألواح قديمة من القرن السادس قبل الميلاد تابعة لكورش الكبير وقمبيز الثاني إلى أن هذه التواريخ كانت تقريبية في بعض الأحيان. احتوى الشهر القمري 29 أو 30 يومًا بشكل أساسي على ثلاثة أسابيع مكونة من سبعة أيام، وأسبوعًا أخيرًا مكون من ثمانية أو تسعة أيام شاملة، مما أدى إلى كسر دورة الأيام السبعة المستمرة.
من بين النظريات الأخرى حول أصل يوم الشبات (أي يوم الراحة)، قدمت الموسوعة اليهودية العالمية لاسحاق لاندمان نظرية لعلماء التاريخ الأشوري مثل فريدريش ديلتش إذ قال إن أصل يوم الشبات أتى بالاعتماد على أطوار القمر والتي تحتوي على أربعة أسابيع كل أسبوع منها ينتهي بيوم الشبات، بالإضافة إلى يوم أو يومان إضافيان في الشهر غير محسوبين. تشمل صعوبات هذه النظرية التوفيق بين الاختلافات بين الأسبوع المستمر والأسبوع القمري، مع عدم وجود نصوص تسمي الأسبوع القمري بالشبات بأي لغة.